# Supercopa de Europa 1979
La Supercopa de Europa 1979 fue la 6.ª edición de la competición, se jugó entre el Nottingham Forest FC (vencedor de la  Copa de Europa 1978-79) y el FC Barcelona (vencedor de la Recopa de Europa 1978-79), ganando el Nottingham Forest FC 2-1 en el agregado de los dos partidos.
| Bandera de Inglaterra    | 2 - 1 | Bandera de España  |
| Nottingham Forest F.C. 1 | 2 - 1 | F.C. Barcelona 0 1 |
| ------------------------ | ----- | ------------------ |

## Equipos participantes
| Nottingham Forest F.C. |  | Inglaterra |  | Campeón de la Copa de Europa (1978-79)   |
| F.C. Barcelona         |  | España     |  | Campeón de la Recopa de Europa (1978-79) |

## Detalles de los encuentros

### Partido de ida
| 1          | POR        | Peter Shilton  |  |
| 2          | DEF        | Viv Anderson   |  |
| 3          | DEF        | Frank Gray     |  |
| 4          | DEF        | Martin O'Neill |  |
| 5          | DEF        | Larry Lloyd    |  |
| 6          | MED        | Kenny Burns    |  |
| 7          | MED        | Stan Bowles    |  |
| 8          | MED        | Trevor Francis |  |
| 9          | MED        | Garry Birtles  |  |
| 10         | DEL        | Charlie George |  |
| 11         | DEL        | John Robertson |  |
| Entrenador | Entrenador | Brian Clough   |  |

| 1          | POR        | Pedro Maria Artola |     |
| 2          | DEF        | Rafael Zuviría     |     |
| 3          | DEF        | Migueli            |     |
| 4          | DEF        | Antoni Olmo        |     |
| 5          | DEF        | Adjutori Serrat    |     |
| 6          | MED        | Quique Costas      |     |
| 7          | MED        | Allan Simonsen     | 88' |
| 8          | MED        | Jesús Landáburu    |     |
| 9          | DEL        | Roberto Dinamite   | 86' |
| 10         | DEL        | Juan Manuel Asensi |     |
| 11         | DEL        | Julián Rubio       |     |
| Entrenador | Entrenador | Joaquim Rifé       |     |

| 22 | MED | Lobo Carrasco           | 86' |
| 18 | MED | Juan José Estella Salas | 88' |

| Anotado | 9' | Charlie George | 1-0 |

| Árbitro | Adolf Prokop |

| 1          | POR        | Peter Shilton  |  |
| 2          | DEF        | Viv Anderson   |  |
| 3          | DEF        | Frank Gray     |  |
| 4          | DEF        | Martin O'Neill |  |
| 5          | DEF        | Larry Lloyd    |  |
| 6          | MED        | Kenny Burns    |  |
| 7          | MED        | Stan Bowles    |  |
| 8          | MED        | Trevor Francis |  |
| 9          | MED        | Garry Birtles  |  |
| 10         | DEL        | Charlie George |  |
| 11         | DEL        | John Robertson |  |
| Entrenador | Entrenador | Brian Clough   |  |

| 1          | POR        | Pedro Maria Artola |     |
| 2          | DEF        | Rafael Zuviría     |     |
| 3          | DEF        | Migueli            |     |
| 4          | DEF        | Antoni Olmo        |     |
| 5          | DEF        | Adjutori Serrat    |     |
| 6          | MED        | Quique Costas      |     |
| 7          | MED        | Allan Simonsen     | 88' |
| 8          | MED        | Jesús Landáburu    |     |
| 9          | DEL        | Roberto Dinamite   | 86' |
| 10         | DEL        | Juan Manuel Asensi |     |
| 11         | DEL        | Julián Rubio       |     |
| Entrenador | Entrenador | Joaquim Rifé       |     |

| 22 | MED | Lobo Carrasco           | 86' |
| 18 | MED | Juan José Estella Salas | 88' |

| Anotado | 9' | Charlie George | 1-0 |

| Árbitro | Adolf Prokop |

### Partido de vuelta
| 1          | POR        | Pedro Maria Artola |     |
| 2          | DEF        | Juan José Estella  |     |
| 3          | DEF        | Migueli            |     |
| 4          | DEF        | Antonio Olmo       |     |
| 5          | MED        | Adjutori Serrat    | 75' |
| 6          | MED        | Julián Rubio       |     |
| 7          | DEL        | Allan Simonsen     |     |
| 8          | DEL        | Tente Sánchez      |     |
| 9          | DEL        | Roberto Dinamite   |     |
| 10         | DEL        | Juan Manuel Asensi |     |
| 11         | DEL        | Lobo Carrasco      |     |
| Entrenador | Entrenador | Joaquim Rifé       |     |

| 1          | POR        | Peter Shilton  |     |  |
| 2          | DEF        | Viv Anderson   |     |  |
| 3          | DEF        | Frank Gray     |     |  |
| 4          | DEF        | John McGovern  |     |  |
| 5          | MED        | Larry Lloyd    |     |  |
| 6          | MED        | Kenny Burns    |     |  |
| 7          | DEL        | Trevor Francis | 69' |  |
| 8          | DEL        | Stan Bowles    |     |  |
| 9          | DEL        | Garry Birtles  |     |  |
| 10         | DEL        | Charlie George |     |  |
| 11         | DEL        | John Robertson |     |  |
| Entrenador | Entrenador | Brian Clough   |     |  |

| 22 | MED | Esteban Vigo | 75' |

| 22 | MED | Martin O'Neill | 69' |

| Anotado · Penal | 27' | Roberto Dinamite | 1-0 |

| Anotado | 43' | Kenny Burns | 1-1 |

| Árbitro | Walter Eschweiler |

| 1          | POR        | Pedro Maria Artola |     |
| 2          | DEF        | Juan José Estella  |     |
| 3          | DEF        | Migueli            |     |
| 4          | DEF        | Antonio Olmo       |     |
| 5          | MED        | Adjutori Serrat    | 75' |
| 6          | MED        | Julián Rubio       |     |
| 7          | DEL        | Allan Simonsen     |     |
| 8          | DEL        | Tente Sánchez      |     |
| 9          | DEL        | Roberto Dinamite   |     |
| 10         | DEL        | Juan Manuel Asensi |     |
| 11         | DEL        | Lobo Carrasco      |     |
| Entrenador | Entrenador | Joaquim Rifé       |     |

| 1          | POR        | Peter Shilton  |     |  |
| 2          | DEF        | Viv Anderson   |     |  |
| 3          | DEF        | Frank Gray     |     |  |
| 4          | DEF        | John McGovern  |     |  |
| 5          | MED        | Larry Lloyd    |     |  |
| 6          | MED        | Kenny Burns    |     |  |
| 7          | DEL        | Trevor Francis | 69' |  |
| 8          | DEL        | Stan Bowles    |     |  |
| 9          | DEL        | Garry Birtles  |     |  |
| 10         | DEL        | Charlie George |     |  |
| 11         | DEL        | John Robertson |     |  |
| Entrenador | Entrenador | Brian Clough   |     |  |

| 22 | MED | Esteban Vigo | 75' |

| 22 | MED | Martin O'Neill | 69' |

| Anotado · Penal | 27' | Roberto Dinamite | 1-0 |

| Anotado | 43' | Kenny Burns | 1-1 |

| Árbitro | Walter Eschweiler |

|                                 |
| Bandera de Inglaterra           |
| Campeón Nottingham Forest F. C. |
| 1.er Título                     |